# Agnieta Gijswijt

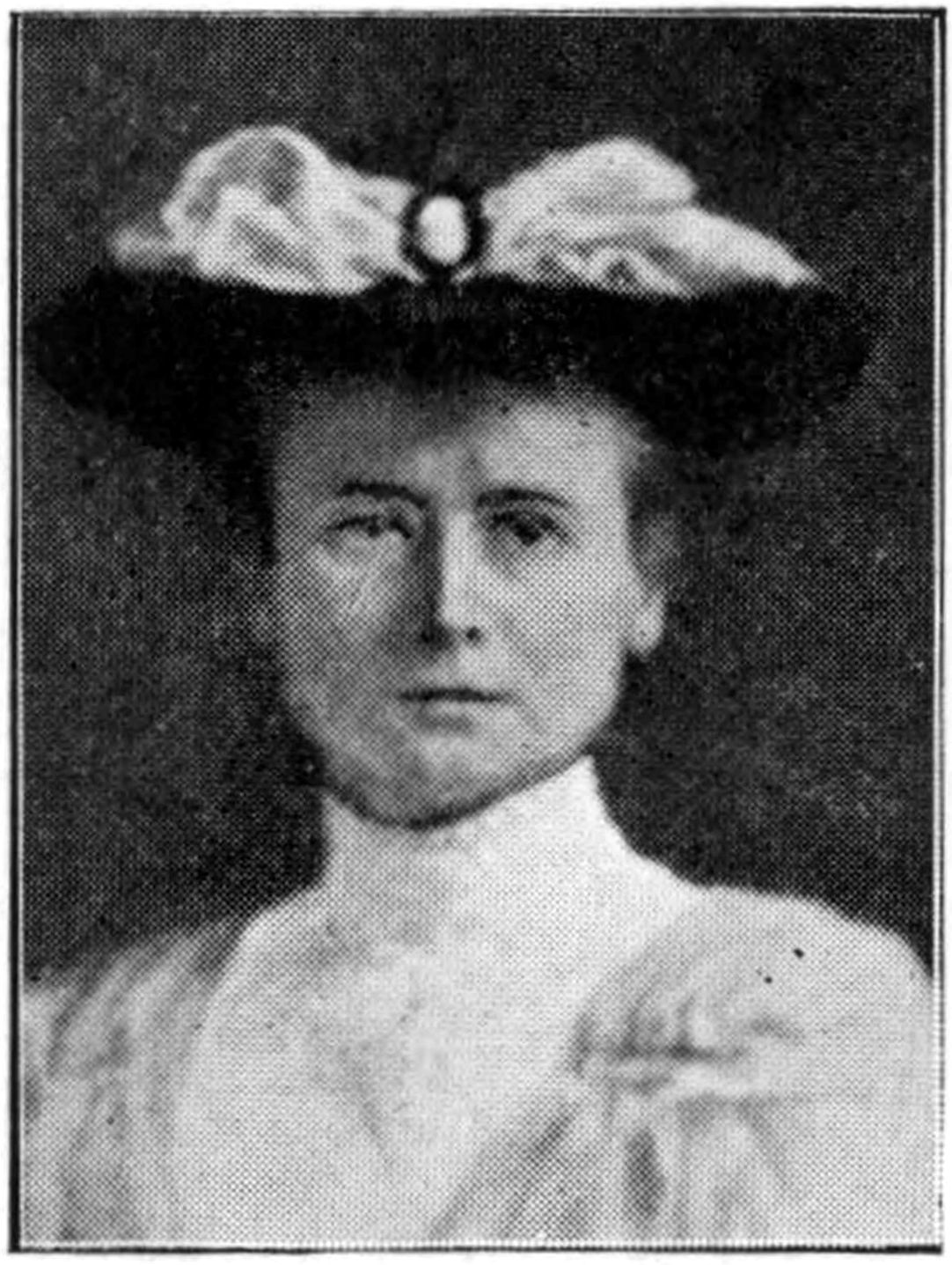
Agnieta Gijswijt, Selbstbildnis 1908 (Ausschnitt)

Agnieta Cornelia Gijswijt (* 19. Dezember 1873 in Gorinchem; † 8. Februar 1962 in Amsterdam) war eine niederländische Malerin und Zeichnerin.

## Leben
Agnieta Gijswijt wurde als Tochter des Uhrmachers Dirk Gijswijt und der Maria Cornelia Mensink geboren. Von 1893 bis 1898 studierte sie an der Reichsakademie der Bildenden Künste in Amsterdam. Ihre Lehrer waren der Direktor der Akademie August Allebé, Carel Dake, Nicolaas van der Waay und Anna Wijthoff. Danach unternahm sie Studienreisen ins Ausland: Paris (1902), Belgien, London (1903) und Italien (1906). Im Jahr 1896 zog Gijswijt von Amstelveen nach Amsterdam, wo sie bis 1960 in der P.C. Hooftstraat 72 wohnte. Von 1906 bis 1950 verbrachte sie ihre Sommerferien im französischen Pennedepie.
Gijswijt unterrichtete von 1904 bis 1924 an der Amsterdamer Zeichen- und Kunsthandwerksschule für Mädchen, einem der Vorläufer der späteren Gerrit Rietveld Academie. Jo van Oosten Slingeland und Catharina Elisabeth Wassink waren ihre Schülerinnen. Gijswijt gehörte den Künstlervereinigungen Arti et Amicitiae und Sint Lucas an.

## Werk
Gijswijt malte und zeichnete Alltagsszenen, Landschaften, Stillleben, Porträts und Stadtansichten. Im Jahr 1904 illustrierte sie das Buch Sprookjes uit Indië (Märchen aus Indien) von Lina Tervooren. Von ihr sind unter anderem mehrere Porträts ihrer Eltern, Selbstbildnisse von 1898 sowie 1908 und ein Porträt des Kriegsministers Nicolaas Bosboom erhalten (1907). Gijswijt wurde 1898 von Elsa Woutersen-van Doesburgh gemalt und fügte 1903 die Ansicht des Studios der Reichsakademie hinzu. Ihre Kolleginnen Nelly Bodenheim und Lizzy Ansingh porträtierte sie 1898 und 1919.

## Belege
1. 1 2 3  Agnieta Gijswijt. Biografische Daten und Werke im Niederländischen Institut für Kunstgeschichte (niederländisch)
2. ↑  RKDimages: Kunstwerke von Agnieta Gijswijt in der Datenbank des Niederländischen Instituts für Kunstgeschichte.

| Personendaten    | Personendaten                                   |
| ---------------- | ----------------------------------------------- |
| NAME             | Gijswijt, Agnieta                               |
| ALTERNATIVNAMEN  | Gijswijt, Agnieta Cornelia (vollständiger Name) |
| KURZBESCHREIBUNG | niederländische Malerin und Zeichnerin          |
| GEBURTSDATUM     | 19. Dezember 1873                               |
| GEBURTSORT       | Gorinchem, Niederlande                          |
| STERBEDATUM      | 8. Februar 1962                                 |
| STERBEORT        | Amsterdam, Niederlande                          |